# Diane Schoemperlen
Diane Mavis Schoemperlen, född 9 juli 1954 i Thunder Bay, är en kanadensisk författare.
Hon debuterade 1994 med romanen In the Language of Love. Romanen är uppdelad på hundra kapitel, där varje kapitel baseras på ett av de hundra orden som ingår i  the Standard Word Association Test.